# Ahuehuetitla (kommun)
Ahuehuetitla är en kommun i Mexiko.   Den ligger i delstaten Puebla, i den sydöstra delen av landet, 160 km sydost om huvudstaden Mexico City.
Följande samhällen finns i Ahuehuetitla:
- Ahuehuetitla
- Guadalupe Alchipini
- San Vicente el Peñon